# Hilaire Ricome
Hilaire Paulin Alexandre Ricome, né le 2 janvier 1867 à Montpellier et mort le 28 décembre 1926 à Poitiers, est un universitaire et botaniste français.

## Biographie
Agrégé de sciences naturelles (1895), docteur en botanique de la Sorbonne, il est préparateur à la Sorbonne, et par la suite professeur aux facultés de Lille puis de Poitiers.

## Publications
- Thèse présentée à la Faculté des sciences de Paris, pour obtenir le grade de docteur ès sciences naturelles : Recherches expérimentales sur la symétrie des rameaux floraux, Hilaire Ricome, Éditeur Masson, 1899
- Les Modes de croissance géotropique des végétaux, 1927.